# Saint-Évarzec
Saint-Évarzec is een gemeente in het Franse departement Finistère, in de regio Bretagne. De plaats maakt deel uit van het arrondissement Quimper. Saint-Évarzec telde op 1 januari 2022 3.491 inwoners.

## Geografie
De oppervlakte van Saint-Évarzec bedroeg op 1 januari 2022 24,65 vierkante kilometer; de bevolkingsdichtheid was toen 141,6 inwoners per km².

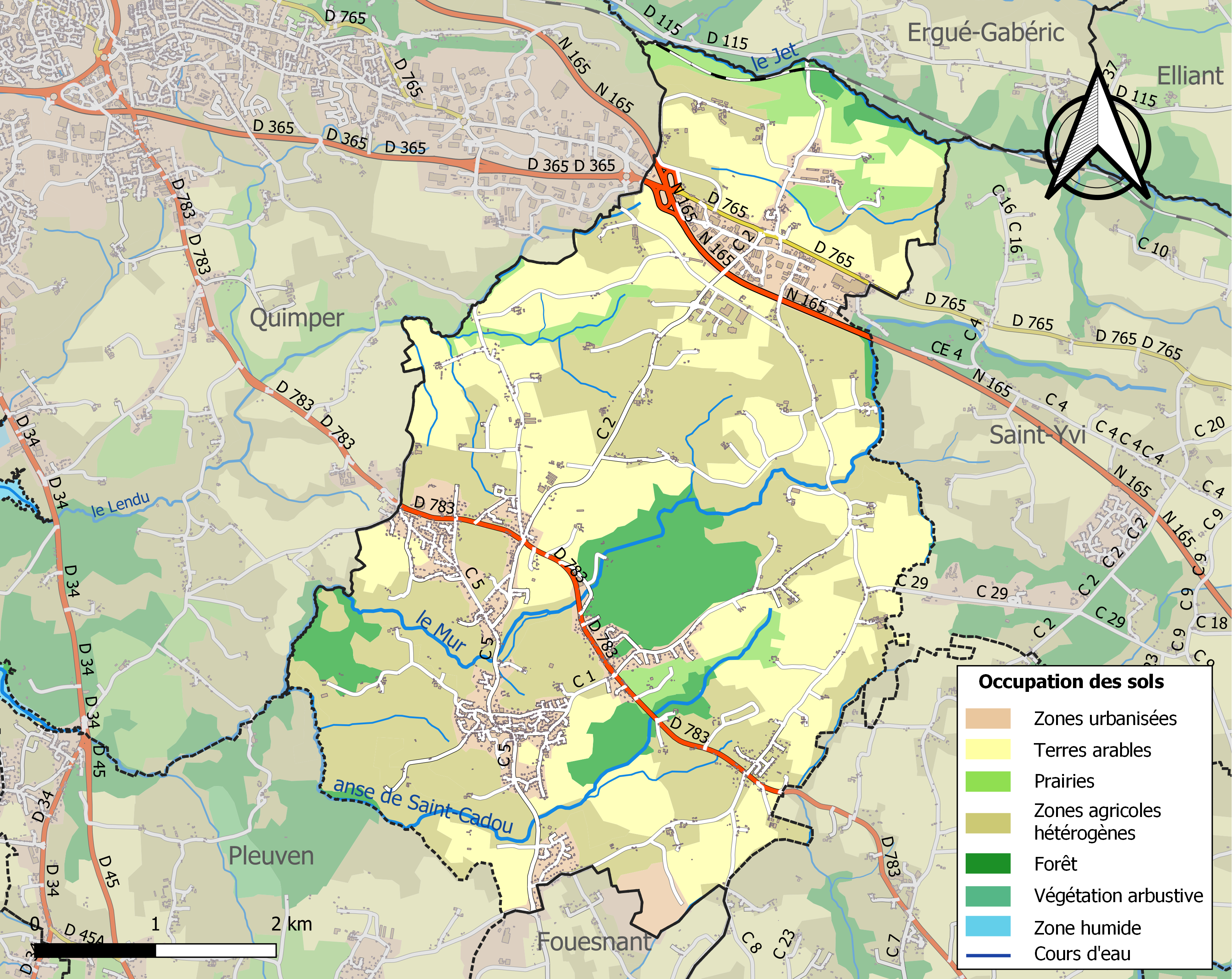
Kaart van de gemeente met belangrijkste infrastructuur, bodemgebruik en omliggende gemeenten

## Demografie
Onderstaande figuur toont het verloop van het inwonertal (bron: INSEE-tellingen).
Bénodet · Clohars-Fouesnant · La Forêt-Fouesnant · Ergué-Gabéric · Fouesnant · Gouesnach · Pleuven · Saint-Évarzec